# Texas Education Code
Le Texas Education Code est la loi régissant l'éducation au sein de l'État du Texas.  Le texte actuel est en vigueur depuis 1995, il a été révisé et amendé en 2005, 2009 et 2015.